# Sucre
Sucre là thủ đô lập hiến, nơi đặt trụ sở tối cao pháp viện của Bolivia và cũng là thủ phủ của vùng Chuquisaca. Đây là thành phố đông dân thứ sáu tại Bolivia. Nằm ở phía nam trung tâm của đất nước, thành phố có độ cao 2.810 mét so với mực nước biển, khiến nó có khí hậu đại dương tương đối mát mẻ quanh năm.

## Lịch sử

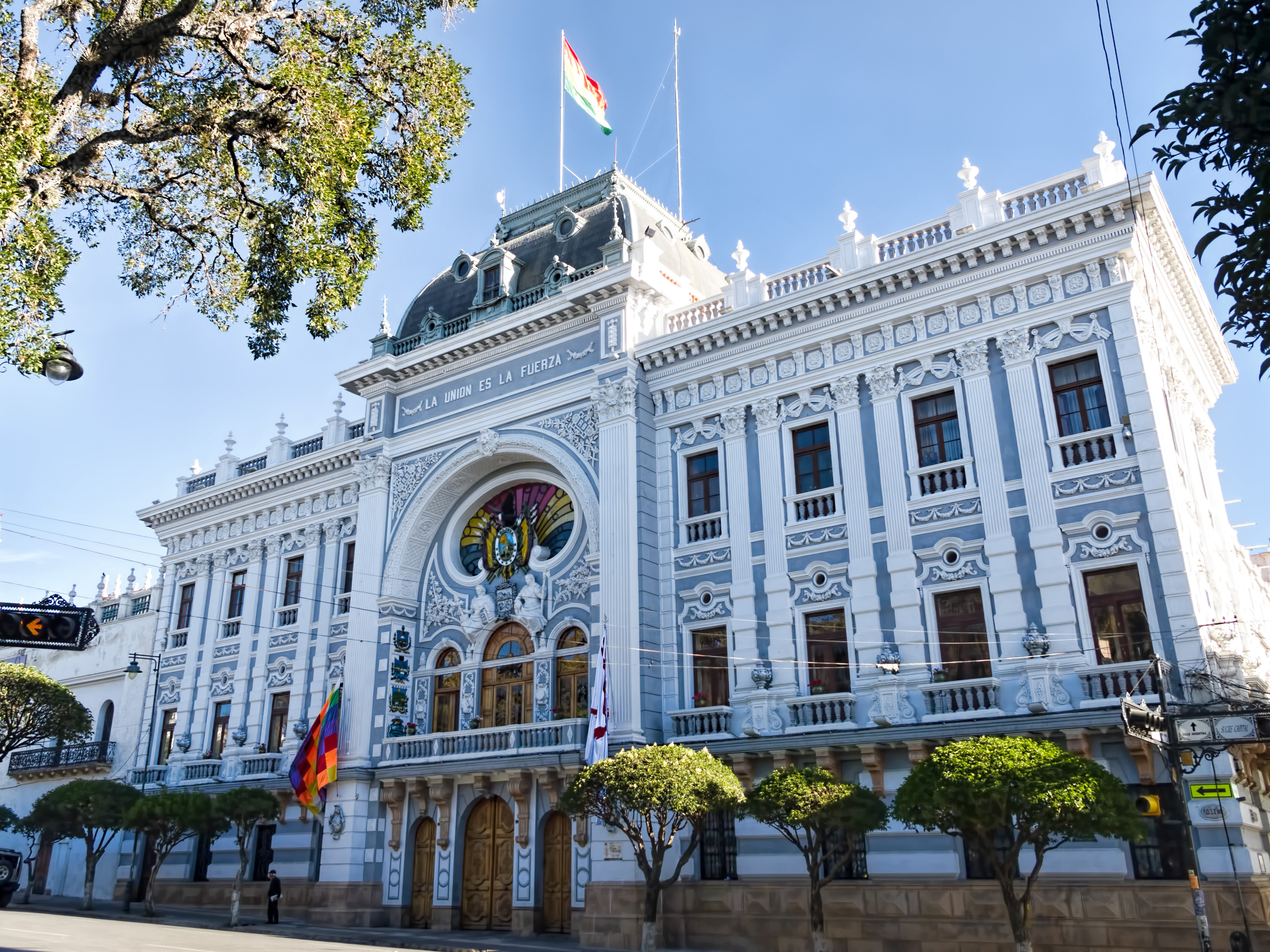
Tòa nhà Chính phủ tự trị của Chuquisaca.

Vào ngày 30 tháng 11 năm 1538, Sucre được thành lập với tên Ciudad de la Plata de la Nueva Toledo (Thành phố bạc của New Toledo) bởi Pedro Anzures,, thường gọi là "La Plata". Vào năm 1559, Quốc vương của Tây Ban Nha là Felipe II lập đơn vị Audiencia de Charcas tại La Plata, với quyền hành trên một khu vực bao gồm ngày nay là Paraguay, miền bắc Argentina, bắc Chile, đông nam Peru và phần lớn lãnh thổ Bolivia. Đơn vị Audiencia de Charcas này là một khu vực của Phó vương quốc Peru cho đến năm 1776 khi nó trở thành một phần của Phó vương quốc Río de la Plata mới được thành lập. Năm 1601, Tu viện Recoleta được thành lập bởi các tu sĩ dòng Phan Sinh và đến năm 1609, một tổng giám mục đã được thành lập tại thành phố. Năm 1624, Đại học Thánh Phanxicô Xaviê được thành lập.
Cũng như nhiều thành phố của Tây Ban Nha trong thời kỳ thuộc địa, Sucre có những con đường hẹp ở trung tâm thành phố được bố trí thành một mạng lưới, phản ánh văn hóa Andalusia được thể hiện trong kiến trúc của những ngôi nhà lớn của thành phố và nhiều nhà thờ và tu viện. Sucre vẫn là nơi đặt trụ sở của Giáo hội Công giáo La Mã ở Bolivia, và một cảnh tượng phổ biến trong thành phố là các thành viên của các tôn giáo mặc trang phục truyền thống. Trong phần lớn lịch sử thuộc địa, khí hậu ôn hòa của Sucre khiến hoàng gia Tây Ban Nha và các gia đình giàu có ưa thích vì nó liên quan đến hoạt động buôn bán bạc từ Potosí. Di sản để lại cho điều này là Lâu đài Glorieta. Đại học Sucre là một trong những trường đại học lâu đời nhất tại Tân thế giới chỉ sau Đại học Quốc gia San Marcos.
Vào ngày 25 tháng 5 năm 1809, phong trào giành độc lập của người dân Bolivia được bắt đầu bằng tiếng chuông ở Vương cung thánh đường Thánh Phanxicô. Tiếng chuông này đã được rung lên đến mức vỡ cả chuông, nhưng nó vẫn có thể được thấy trong Vương cung thánh đường ngày nay, và là một trong những di tích quý giá nhất của thành phố. Cho đến thế kỷ 19, La Plata là trung tâm tư pháp, tôn giáo và văn hóa của cả khu vực. Nó được tuyên bố là thủ đô tạm thời của vùng đất Thượng Peru mới độc lập (sau này là Bolivia) vào tháng 7 năm 1826. Vào ngày 12 tháng 7 năm 1839, Tổng thống Jose Miguel de Velasco tuyên bố một đạo luật về việc thành phố trở thành thủ đô của Bolivia và đổi tên thành Sucre để vinh danh nhà lãnh đạo cách mạng Antonio José de Sucre. Say sự suy giảm về mặt kinh tế của các mỏ bạc ở Potosí, thành phố mất dần vị thế và trụ sở chính phủ được chuyển đến La Paz vào năm 1898. Nhiều tranh luận cho rằng Sucre là nơi bắt đầu của phong trào dành độc lập dân tộc ở Mỹ Latinh chống lại thực dân Tây Ban Nha. Năm 1991, Sucre trở thành một Di sản thế giới được UNESCO công nhận.
Thành phố thu hút hàng ngàn khách du lịch mỗi năm do trung tâm thành phố được bảo tồn tốt với các tòa nhà từ thế kỷ 18 và 19. Nép mình dưới chân đồi Churuquella và Sika Sika, Sucre là cửa ngõ của nhiều ngôi làng nhỏ có từ thời thuộc địa, nổi tiếng nhất là Tarabuco, quê hương của lễ hội Pukllay đầy màu sắc được tổ chức vào mỗi tháng 3. Hầu hết những người dân làng này là thành viên của một trong những dân tộc bản địa. Nhiều người mặc quần áo đặc trưng cho làng tương ứng của họ.

## Khí hậu
| Dữ liệu khí hậu của Sucre, Bolivia       | Dữ liệu khí hậu của Sucre, Bolivia | Dữ liệu khí hậu của Sucre, Bolivia | Dữ liệu khí hậu của Sucre, Bolivia | Dữ liệu khí hậu của Sucre, Bolivia | Dữ liệu khí hậu của Sucre, Bolivia | Dữ liệu khí hậu của Sucre, Bolivia | Dữ liệu khí hậu của Sucre, Bolivia | Dữ liệu khí hậu của Sucre, Bolivia | Dữ liệu khí hậu của Sucre, Bolivia | Dữ liệu khí hậu của Sucre, Bolivia | Dữ liệu khí hậu của Sucre, Bolivia | Dữ liệu khí hậu của Sucre, Bolivia | Dữ liệu khí hậu của Sucre, Bolivia |
| Tháng                                    | 1                                  | 2                                  | 3                                  | 4                                  | 5                                  | 6                                  | 7                                  | 8                                  | 9                                  | 10                                 | 11                                 | 12                                 | Năm                                |
| ---------------------------------------- | ---------------------------------- | ---------------------------------- | ---------------------------------- | ---------------------------------- | ---------------------------------- | ---------------------------------- | ---------------------------------- | ---------------------------------- | ---------------------------------- | ---------------------------------- | ---------------------------------- | ---------------------------------- | ---------------------------------- |
| Cao kỉ lục °C (°F)                       | 34.0 (93.2)                        | 33.5 (92.3)                        | 33.0 (91.4)                        | 32.6 (90.7)                        | 32.1 (89.8)                        | 32.0 (89.6)                        | 29.7 (85.5)                        | 28.0 (82.4)                        | 31.0 (87.8)                        | 33.2 (91.8)                        | 34.9 (94.8)                        | 34.2 (93.6)                        | 34.9 (94.8)                        |
| Trung bình ngày tối đa °C (°F)           | 19.5 (67.1)                        | 19.0 (66.2)                        | 19.4 (66.9)                        | 19.3 (66.7)                        | 19.6 (67.3)                        | 19.1 (66.4)                        | 19.4 (66.9)                        | 19.9 (67.8)                        | 20.6 (69.1)                        | 20.8 (69.4)                        | 21.2 (70.2)                        | 20.0 (68.0)                        | 19.8 (67.6)                        |
| Trung bình ngày °C (°F)                  | 16.2 (61.2)                        | 15.7 (60.3)                        | 15.8 (60.4)                        | 15.5 (59.9)                        | 14.9 (58.8)                        | 13.8 (56.8)                        | 13.9 (57.0)                        | 14.9 (58.8)                        | 16.2 (61.2)                        | 16.9 (62.4)                        | 17.3 (63.1)                        | 16.7 (62.1)                        | 15.6 (60.1)                        |
| Tối thiểu trung bình ngày °C (°F)        | 12.8 (55.0)                        | 12.3 (54.1)                        | 12.2 (54.0)                        | 11.6 (52.9)                        | 10.2 (50.4)                        | 8.5 (47.3)                         | 8.3 (46.9)                         | 9.9 (49.8)                         | 11.2 (52.2)                        | 12.4 (54.3)                        | 12.8 (55.0)                        | 12.9 (55.2)                        | 11.3 (52.3)                        |
| Thấp kỉ lục °C (°F)                      | 4.4 (39.9)                         | 5.0 (41.0)                         | 3.3 (37.9)                         | 1.7 (35.1)                         | −3.9 (25.0)                        | −2.8 (27.0)                        | −4.4 (24.1)                        | −2.2 (28.0)                        | −1.7 (28.9)                        | −3.3 (26.1)                        | −3.3 (26.1)                        | −1.1 (30.0)                        | −4.4 (24.1)                        |
| Lượng Giáng thủy trung bình mm (inches)  | 150 (5.9)                          | 126 (5.0)                          | 108 (4.3)                          | 46 (1.8)                           | 10 (0.4)                           | 4 (0.2)                            | 2 (0.1)                            | 14 (0.6)                           | 23 (0.9)                           | 56 (2.2)                           | 72 (2.8)                           | 124 (4.9)                          | 735 (28.9)                         |
| Số ngày giáng thủy trung bình (≥ 1.0 mm) | 15                                 | 13                                 | 12                                 | 5                                  | 1                                  | 1                                  | 0                                  | 1                                  | 4                                  | 8                                  | 10                                 | 12                                 | 82                                 |
| Độ ẩm tương đối trung bình (%)           | 67                                 | 70                                 | 68                                 | 62                                 | 46                                 | 43                                 | 39                                 | 44                                 | 46                                 | 47                                 | 52                                 | 60                                 | 54                                 |
| Nguồn: Deutscher Wetterdienst            |                                    |                                    |                                    |                                    |                                    |                                    |                                    |                                    |                                    |                                    |                                    |                                    |                                    |

## Tổ chức
Thành phố được chia thành 8 quận được đánh số từ 1 đến 8. Trong khi 5 quận đầu tiên là các quận nội thành thì 3 quận từ 6 đến 8 là các quận ngoại thành. Những người đứng đầu các quận được chỉ định bởi Thị trưởng thành phố. Thành phố có Sân bay Alcantarí là sân bay chính phục vụ hoạt động đi lại bằng đường hàng không nằm cách 30 km về phía nam trung tâm thành phố.

## Kiến trúc
Sucre có khu phố cổ mang niên đại thế kỷ 16-19 được UNESCO ghi nhận là Di sản Thế giới. Một số công trình tiêu biểu bao gồm Hội trường Tự do, Thư viện Quốc gia, Nhà thờ chính tòa Sucre, Cung điện Tổng giám mục, Tòa án Công lý tối cao, Tòa nhà Chính phủ tự trị của Chuquisaca cùng nhiều nhà thờ và nhà nguyên khác.
- Hội trường Tự do (Nhà Tự do): Được xây dựng vào năm 1621, đây có lẽ là tòa nhà quan trọng nhất của quốc gia. Đây là nơi mà Simón Bolívar đã viết Hiến pháp Bolivia thành lập ra nước Cộng hòa. Đây là nơi lưu giữ "Salón de la Independencia" (Tuyên ngôn độc lập) của Bolivia.
- Thư viện Quốc gia: Được xây dựng vào năm 1809, đây là trung tâm lưu trữ tài liệu lịch sử, thư tịch và nhiều tài liệu đầu tiên và quan trọng nhất của đất nước. Thư viện Quốc gia có các tài liệu có từ thế kỷ 16.[3]
- Nhà thờ chính tòa Sucre: Được xây dựng từ năm 1559 đến 1712, nhà thờ có bảo tàng tôn giáo đầu tiên và quan trọng nhất của đất nước. Cùng với đó là một bộ tranh khổng lồ của các bậc thầy thuộc địa và Cộng hòa và cả những người châu Âu như Bitti, Fourchaudt và Anthony van Dyck. Nhà thờ chứa một lượng lớn đồ trang sức làm bằng vàng, bạc và đá quý.
- Cung điện của Tổng Giám mục: Được xây dựng vào năm 1609 và là một tổ chức tôn giáo, lịch sử quan trọng trong thời kỳ thuộc địa.
- Tòa nhà Chính phủ tự trị của Chuquisaca: Đây là một trong những tòa nhà tốt nhất của kiến trúc cộng hòa, nó được hoàn thành vào năm 1896. Đây là Dinh thự đầu tiên của Chính phủ Bolivia nhưng khi chính phủ được chuyển đến La Paz, nó đã trở thành Dinh của thống đốc Chuquisaca.